# رالف إيرل (ضابط)
رالف إيرل (بالإنجليزية: Ralph Earle)‏ هو ضابط أمريكي، ولد في 3 مايو 1874 في ورسستر في الولايات المتحدة، وتوفي بنفس المكان في 13 فبراير 1939.